# Tame.it
Tame.it fue un servicio freemium y motor de búsqueda para Twitter.
El propietario del servicio es la empresa Tazaldoo UG de Berlín que estaba fundado en 2012 de Frederik Fischer, Torsten Müller y Arno Dirlam y que es una creación de una empresa semilla de Universidad Humboldt de Berlín. Ellos tienen el objetivo de convertir la aluvión de información de los medios sociales en una fuente fiable y eficiente.
Tame encuentra y clasifica en tiempo real lo más relevante contenido de tu cuenta Twitter de un vistazo. Lo que hace Tame.it concretamente, es analizar el contenido de Twitter y encontrar los más relevantes enlaces, hashtags y personas y ordenarlos en tres columnas. Esto es posible para tu cuenta de Twitter, para tus listas de Twitter y para búsquedas globales de todo Twitter.
El máximo límite temporal para los resultados es 24 horas (en el modo hora) o 7 días (en el modo día). Además de estas opciones diarias, Tame está generando informes semanales y enviándolos por correo electrónico, que parece muy útil para seguir la evolución de una cuenta.
Se puede decir que Tame es una genial forma de sacar contenido relevante sin estar todo el día dependiente de nuevas noticias.
El grupo destinatario de Tame son sobre todo periodistas (por ejemplo ARD, ZDF, Die Zeit), políticos, expertos del marketing y también ONG.
Respecto a la financiación, en 2013 Tame ha conseguido €250.000 con una recaudación de fondos a través de la plataforma de "crowd investing".